# Neotama
Neotama is een geslacht van spinnen uit de  familie van de Hersiliidae.

## Soorten
- Neotama corticola (Lawrence, 1937)
- Neotama cunhabebe Rheims & Brescovit, 2004
- Neotama forcipata (F. O. P.-Cambridge, 1902)
- Neotama longimana Baehr & Baehr, 1993
- Neotama mexicana (O. P.-Cambridge, 1893)
- Neotama obatala Rheims & Brescovit, 2004
- Neotama punctigera Baehr & Baehr, 1993
- Neotama rothorum Baehr & Baehr, 1993
- Neotama variata (Pocock, 1899)